# Realidad aumentada en la educación

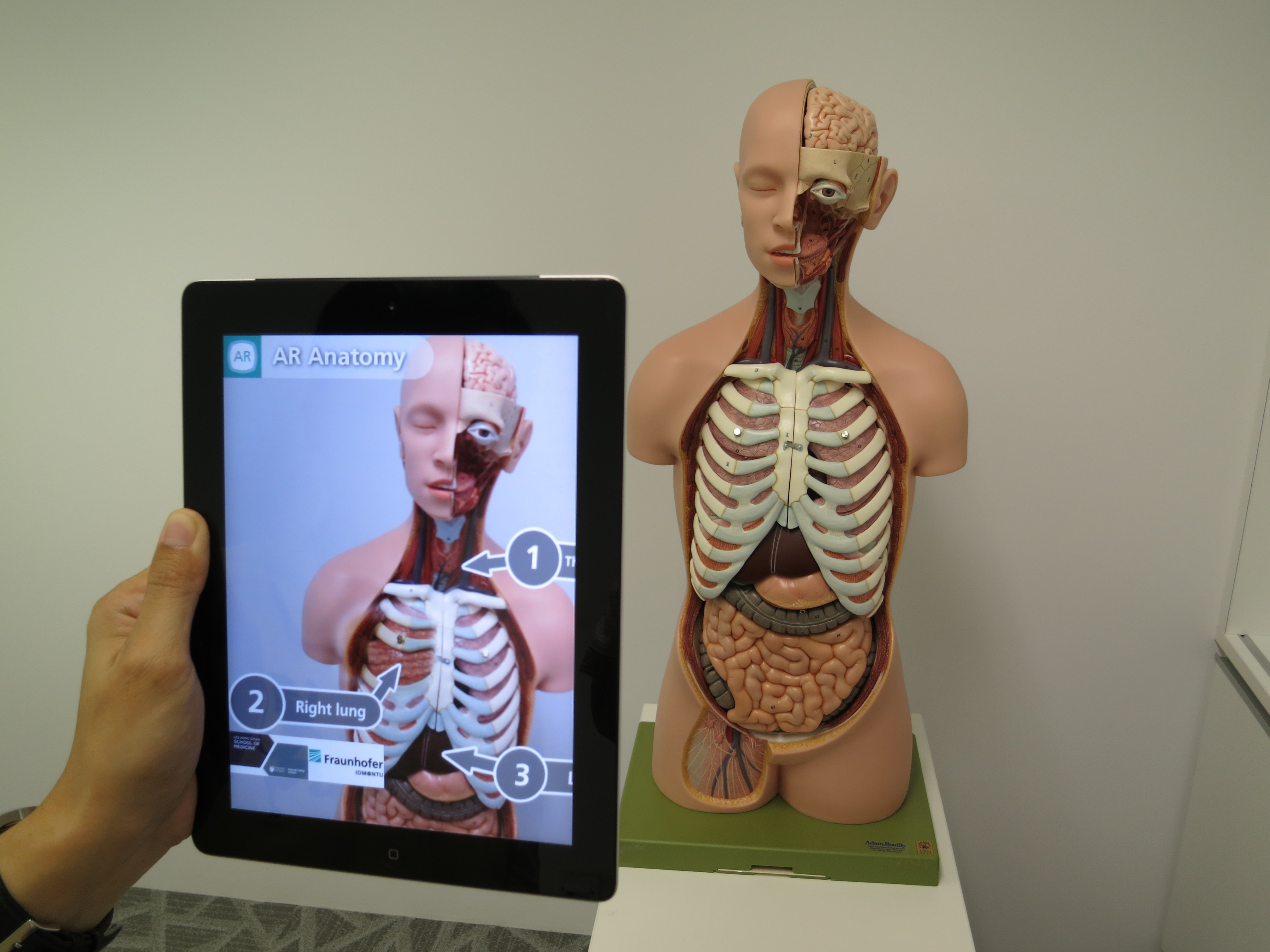
Uso de la realidad aumentada en el aula

La realidad aumentada (RA) es una tecnología que permite observar elementos físicos de la realidad a través de dispositivos y software específico. Esta tecnología, aplicada al campo educativo, permite recrear la realidad y dar vida a los objetos para su estudio, aplicando así la tecnología como recurso de enseñanza y aprendizaje. Gracias a ello se potencia un aprendizaje más realista y significativo, despertando el interés y la motivación de los usuarios sin poner en riesgo su integridad física, facilitando a su vez la comprensión de conceptos que requieren gran capacidad de abstracción.
Sin embargo, para conseguir el éxito se han de tener en cuenta las necesidades individuales de los usuarios, el contexto de aplicación y cuáles son los recursos necesarios para llevarlo a cabo.

## Diferencias entre realidad aumentada y realidad virtual
Ante la alta selección de tecnologías existentes podemos realizar una diferenciación entre distintas realidades o lo que es llamado realidad extendida (RE).  Dentro de esta encontramos:
- Realidad virtual: una experiencia en la que el usuario se integra en un mundo completamente distinto al real a través de dispositivos digitales como el uso de lentes, visores y/o cascos especiales.
- Realidad aumentada: tecnología que añade información digital ya sea una imagen, un audio o un vídeo, entre otros, en la vista del mundo real. Desarrollado por un dispositivo digital como móvil, tableta, lentes y/o visores.
- Realidad mixta combina ambas realidades aumentada y virtual. El usuario se encuentra en el entorno real pero a través del algún dispositivo se proyecta un entorno digital.

Por último en cuanto al coste económico, se observa que el coste de la realidad virtual es superior al de la realidad aumentada, ya que requiere de equipamiento específico, como unas gafas de realidad virtual, mientras que la realidad aumentada puede utilizarse a través de cualquier dispositivo con acceso a la Red, por tanto su coste económico es bastante inferior.

## Ventajas
La realidad aumentada como herramienta educativa facilita la adquisición de conocimientos, potenciando la motivación y la atención por parte del alumnado. Es un proceso de aprendizaje más enriquecedor, fomenta la creatividad e interactividad.
Hace más atractivos recursos tradicionales como los libros de texto, estos pueden llevar incorporados un código QR que permite al alumnado realizar actividades interactivas, visualizar elementos 3D y redirigirle a información vinculada con los contenidos.
Los estudiantes asumen un rol activo (metodología constructivista), adquiriendo así un aprendizaje significativo. Con la realidad aumentada también se puede desarrollar el aprendizaje cooperativo, ya que el alumnado intercambia experiencias para llevar a cabo un producto final, fomentando habilidades individuales y sociales, como la negociación y la colaboración.
Además, la realidad aumentada permite la interdisciplinariedad, integrando diferentes áreas. Igual de importante es la alfabetización digital y audiovisual ya que, en una sociedad que avanza tecnológicamente, es primordial el conocimiento y manejo de los recursos tecnológicos.
Es esencial una planificación previa de los docentes sobre los objetivos que pretenden alcanzar con esta herramienta, considerando tanto el contexto como las necesidades educativas del alumnado. Para conseguir mejores resultados, pueden apoyarse en un diseñador tecnopedagógico.

## Desventajas
Implementar la realidad aumentada en el aula conlleva diversas desventajas:
- Dedicar excesiva atención a los contenidos desarrollados mediante la RA. Este fenómeno se conoce como attention tunneling también relacionado con el cognitive tunneling o tunelización cognitiva.[9] Provoca que el alumnado ignore otros elementos importantes que forman parte del aprendizaje.[10]

- En centros con restricciones hacia la utilización de dispositivos móviles externos, implementar la realidad aumentada conlleva una inversión económica elevada. Necesitan contar con conexión a Internet y tener suficientes dispositivos para prestar al alumnado.[11]

- Aumenta la probabilidad de que aparezcan problemas y fallos técnicos, provocando que no se pueda desarrollar lo planteado.[12] Esta tecnología requiere que docente y discentes tengan las competencias mínimas necesarias para poder utilizarla y obtener resultados favorables en torno al aprendizaje.[13]

- El factor novedad que incrementa la motivación de todo el alumnado, con el tiempo se ve afectada y disminuye.[14]

## Contexto
En la mayoría de los países todavía no existe un uso generalizado de esta tecnología, pero existen docentes que han innovado en esta área, y que están comenzando a incursionar en ella. Uno de los proyectos educativos que está implementado en Uruguay sobre realidad aumentada, es el llamado Plan Ceibal. En la publicación El modelo Ceibal. Nuevas propuestas para el aprendizaje, se analizan diferentes aspectos de la educación uruguaya. El mismo tiene 16 capítulos que abordan diferentes cuestiones tales como: los nuevos escenarios educativos, cuál debería ser el rol docente en el siglo XXI, los desafíos en la era digital, la inclusión y la cultura digital y la realidad aumentada en la educación entre otras.
A nivel de la enseñanza pública, el Consejo de Educación Técnico Profesional (CETP) en ese mismo país ha creado proyectos nuevos como las Unidades Regionales de Educación Permanente, que están trabajando desde el año 2011 con la formación permanente de los docentes. Desde 2013 estas unidades han desarrollado talleres de acompañamiento a los nuevos docentes que ingresan a la institución y una de las líneas de trabajo son los entornos virtuales y las TIC. En estos encuentros se aplican y demuestran diferentes recursos tecnológicos, entre ellos la realidad aumentada aplicada a la educación como forma de incentivar el uso de las nuevas tecnologías en el aula.

## Soportes de presentación: ordenadores, móviles y otros dispositivos
La realidad aumentada cuenta con diversos soportes para presentar los contenidos:
- Equipo fijo: dispositivos como el ordenador, la cámara capta la imagen y la digitaliza para poder incorporar imágenes, sonidos o texto en tamaño, posición y tiempo real. Los elementos virtuales están coordinados con los objetos físicos y su posición, para evitar desajustes. Otro dispositivo es el proyector, necesita una cámara externa y la pantalla se encuentra separada de los usuarios del sistema.

- Dispositivo portátil: usa la cámara para capturar imágenes móviles, añade información precisa acerca de la orientación y la localización geográfica GPS. Por ejemplo: teléfono inteligente.

- Tableta: dispositivo que provee de forma rápida y contextualizada el acceso a la información digital con el fin de ayudar y/o completar los conocimientos, permitiendo un aprendizaje significativo.[17] Asimismo, el uso de los Chromebook facilitan  la incorporación y disfrute de la realidad aumentada por su fácil uso.[18]

- Equipo específico: dispositivos de captura y visión integrados en unas gafas especiales que permiten al consumidor visualizar la realidad y otra información gráfica superpuesta mediante una lente.

## Usos de la realidad aumentada en educación
Las TIC evolucionan frenéticamente y los docentes deben actualizarse. El proceso de enseñanza-aprendizaje cambia, el alumno es el protagonista de su aprendizaje adquiriendo un rol más participativo.
En las aulas la realidad aumentada es muy versátil, se adapta a los diferentes niveles educativos, a las necesidades e intereses del alumnado desarrollando su capacidad de innovación y motivación hacia los contenidos.
Diversos usos de la RA en experiencias educativas:
- Prácticas en laboratorio: vídeos que ayudan a comprender las herramientas de las que disponen, archivos audibles, etc.
- Eventos: acudir a exposiciones o jornadas donde la información se presenta a través de folletos con códigos QR.
- Visitas a museos o empresas donde la RA está incorporada en sus recorridos mediante información audiovisual. Los estudiantes aprenden sobre el tema de la visita al mismo tiempo que desarrollan la destreza tecnológica.
- Aprendizajes experimentales: casi todas las destrezas permiten utilizar la RA haciendo el contenido más atractivo. Por ejemplo, en arquitectura e ingeniería los modelos en 3D son muy útiles para el alumnado.

## Tendencias pedagógicas
La implementación de este recurso didáctico en la educación no es suficiente por sí mismo para ofrecer un proceso de enseñanza-aprendizaje integral. Hay diferentes métodos pedagógicos que integran en su práctica la potencialidad de la realidad aumentada:
- Materiales educativos digitales: para sumergir al estudiante en verdaderas experiencias de aprendizaje.
- Gamificación: extrapolación de la dinámica original de los videojuegos a entornos reales a través de la realidad aumentada.
- Aprendizaje basado en la experimentación: la realidad aumentada ofrece la posibilidad de simular entornos reales de aprendizaje que serían imposibles de reproducir, para que el alumnado pueda llevar a la práctica la teoría aprendida.
- Aprendizaje electrónico móvil: la utilización de realidad aumentada a través de dispositivos móviles favorece la consulta inmediata de contenidos de aprendizaje, en entornos adecuados para ello.
- Aprendizaje híbrido o mixto: unifica los aspectos positivos de la enseñanza presencial y del aprendizaje en línea para crear una experiencia educativa enriquecedora y potente.
- Aprendizaje basado en problemas (ABP): permite la incorporación de aprendizaje dentro de un escenario extraordinario, ya sea simulado o no. El docente propone un problema real y los alumnos mediante la realidad aumentada aportan soluciones creativas mediante grupos cooperativos.[22]
- Educación expandida: el docente puede emplear la realidad aumentada para aprender, explorar y experimentar, sin la necesidad de un programa curricular específico o la presencia del docente como guía. Incluso puede subir sus experiencias de aprendizaje a través de aplicaciones desarrolladas para tal fin.

Los entornos enriquecidos por la realidad aumentada fomentan un ritmo eficiente de aprendizaje, como consecuencia, los discentes obtienen un aprendizaje personalizado generando diversa información sobre un contenido que por medio de plataformas e-learning.

## Tipos de realidad aumentada
Existen diversos tipos:
- RA geolocalizada: se basa en parámetros de posicionamiento y determinada mediante desencadenantes de información o triggers, que indican la posición  del dispositivo. Por ejemplo, GPS permite establecer la ubicación del dispositivo mediante coordenadas, brújula establece la orientación del dispositivo según la posición a la que se dirige la cámara integrada y el acelerómetro, indica la ubicación y el ángulo del dispositivo.

- RA apoyada en marcadores: son los transmisores de la información más conocidos a nivel global y se pueden diferenciar tres grupos: códigos QR, Markerless NFT y marcadores.

## Aplicaciones

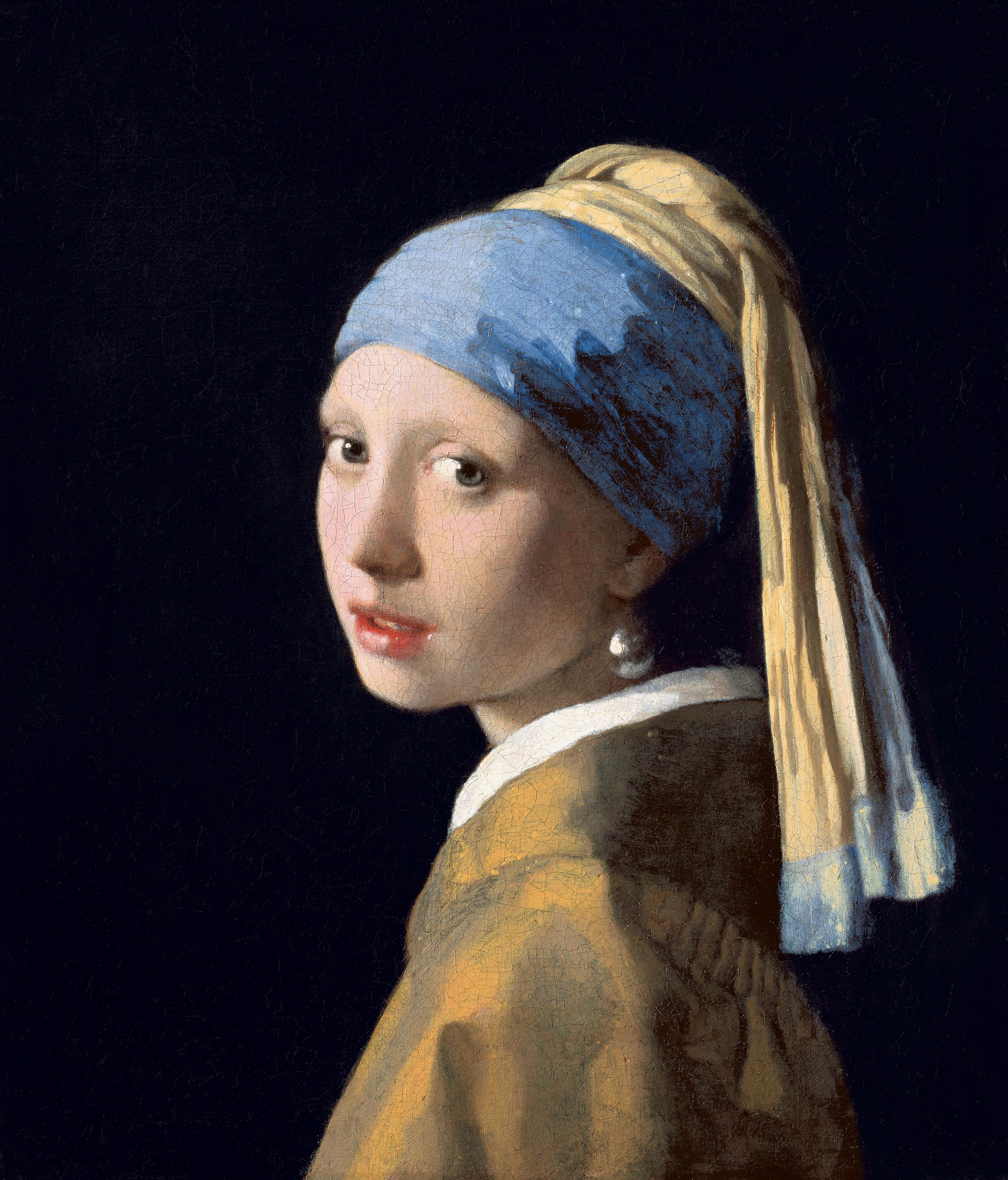
La niña con el arete perla

Algunas de las innovaciones que se vienen desarrollando en las aulas están usando la realidad aumentada como motivación en el proceso de aprendizaje de los alumnos. Que los propios alumnos contemplen como cobra vida un objeto y puedan verlo desde diferentes ángulos, es algo que les ayudará a desarrollar mejor su aprendizaje. Ver un plano de un lugar donde hacer posteriormente una actividad o crear un logotipo, son otras de las opciones que nos permite esta tecnología.
Uno de los ejemplos de aplicaciones de realidad aumentada para la educación es el proyecto Magic Book del grupo activo HIT de Nueva Zelanda donde el alumno, utilizando un visualizador de mano, puede ver imágenes virtuales sobre los contenidos de un libro físico.
En el mundo editorial, se puede imprimir y distribuir de manera tradicional libros físicos o digitales en los cuales constan marcas o señales que son interpretadas por determinados software y mediante la cámara del dispositivo, esto permite una experiencia interactiva que abre muchas posibilidades. 
Los juegos se complementan perfectamente con los procesos de aprendizaje, las posibilidades de la realidad aumentada en el mundo de los juegos está teniendo un desarrollo importante y paulatinamente estos usos serán elementos naturales en la educación y el aprendizaje.  
En la arquitectura se puede modelar y propuestas acortando de esta manera el tiempo de construcción, también se  logra a partir de un dibujo en dos dimensiones 2D hecho en papel, se lo puede  visualizar en 3D por medio de la pantalla, y se puede observar todas sus características a partir de mover el papel que contienen el dibujo.
Existen otros portales que han incentivado el uso de recursos que utilizan esta tecnología. Un ejemplo es el Portal Uruguay Educa el cual implementa recursos educativos y propuestas didácticas propias del aula virtual, instrumentando realidad aumentada.
Una de las formas más sencillas de aplicación de realidad aumentada es la creación de un Código QR pues así el estudiante puede escanear con su dispositivo móvil el código y obtener información o interactuar con aplicaciones que le permitan explorar nuevos conceptos.
Otro de los campos de aplicación de la realidad aumentada con propósitos educativos es el de las artes. Existe aplicaciones que permiten recrear las imágenes de las galerías, de tal manera que los usuarios puedan observarlas en tercera dimensión (3D) como si estas fueran reales. Al respecto, la empresa Google lanzó al mercado una aplicación denominada Tilt Brush, la cual permite al pintor simular la realidad que creó mediante sus pinturas y sumergirse en este ambiente, como si se tratara de un mundo real.
Un segundo ejemplo de aplicaciones de realidad aumentada para aprender artes es ARART. Esta última fue creada por japoneses, ellos recrean de manera visual cuadros e imágenes tan populares como: la niña del arete perla. Otro ejemplo de aplicación es Quiver. Está aplicación reproduce en tercera dimensión los dibujos creados por niños, para motivar su uso, emplea el siguiente eslogan: pinta, colorea y juega.
Por otro lado, el videojuego VERA-Nivel I es una aplicación de realidad virtual que ayuda al análisis de la Violencia Escolar y el Rendimiento Académico (de ahí las siglas VERA). Este videojuego pretende detectar las habilidades cognitivas de los alumnos, recompensar las interacciones positivas y penalizar las negativas. Algunos de los objetivos de este proyecto son: la obtención del sociograma del grupo-clase, estudiar el tipo de interacciones, analizar las habilidades cognitivas y promover las interacciones positivas entre los sujetos implicados.

#### Realidad aumentada aplicada a personas con trastorno del espectro autista
La realidad aumentada sigue siendo un campo de investigación de las Tecnologías de la Información y Comunicación (TIC). Es por ello, que se han realizado numerosos estudios comprobando la eficacia de la realidad aumentada en personas con trastornos del espectro autista (TEA).
Normalmente, las personas con trastornos del espectro autista presentan un cuadro diagnóstico indicador de dificultades para la interacción y comunicación social y actividades, intereses y comportamientos restrictivos, repetitivos y estereotipados.
Así mismo, numerosas metodologías aplicadas a estas personas apuestan por trabajar mediante pictogramas, agendas y demás estímulos visuales. Esto se debe a que las personas con trastornos del espectro autista tienen más facilidad para comprender símbolos que para procesar información compleja.
En la realidad aumentada tanto el factor auditivo como el visual están presentes en cada dinámica por lo que se produce un periodo más amplio de atención en la tarea. Además, la estructuración visual de la tarea implica una disminución de la ansiedad que les crea a las personas con trastorno del espectro autista aquello desconocido. Así mismo, se ha comprobado que la realidad aumentada en personas con trastornos del espectro autista trabaja habilidades como: Atención, razonamiento, reflexión, resolución, memoria y concentración.
Todos ellos, rasgos carentes o afectados en personas con trastorno del espectro autista. En referencia a la dificultad para establecer contacto visual, el uso de la gamificación permite trabajar dicha conducta a través de la retroalimentación tras realizar de forma correcta la tarea. Sin embargo, debido al alto nivel de ansiedad, baja capacidad para la frustración y dificultad para mantener la atención en la tarea, de estas personas, dicha retroalimentación deberá ser positiva. Es decir, reforzar las conductas adecuadas que posteriormente el alumno aplicará a la realidad, normalizando por tanto su conducta habitual. 
Como consecuencia, la realidad aumentada permite mejorar, reducir e incluso sustituir muchas de las características afectadas en estas personas, por lo que, ayuda a mejorar en personas con trastornos del espectro autista la expresión y, por tanto, la interacción social así como producir un aumento de la motivación.

### Realidad aumentada aplicada a los aprendizajes de idiomas
Existen variedad de enfoques metodológicos puestos en práctica en el proceso de enseñanza-aprendizaje de idiomas (método audiolinguístico, método natural, etc) prevaleciendo hoy en día el método comunicativo, más centrado en el desarrollo de las transacciones comunicativas. Junto con este método, se debe fomentar el aprendizaje cooperativo y el uso de las nuevas tecnologías. Una de las formas más efectivas de aprender un idioma es la estancia del aprendiz en el país donde se habla el idioma que se quiere adquirir,lo que no siempre es posible. El uso la realidad aumentada trae consigo la posibilidad de acercar al aula objetos, situaciones y lugares de la vida real creando de esta forma una sensación de autenticidad. Hay gran variedad de aplicaciones móviles útiles para el proceso de enseñanza-aprendizaje de idiomas. Estas aplicaciones se apoyan en gran medida en técnicas basadas en la gamificación usando la tecnología de la realidad aumentada y adaptándose a los diferentes estilos de aprendizaje y niveles de competencia lingüística. Algunos ejemplos son Layar, Aumentaty Author, Aurasma y Zookazam. Mediante estas aplicaciones podemos crear situaciones contextualizadas y reales, para lograr una enseñanza significativa del idioma, favoreciendo además la comunicación en la lengua extranjera. Por ejemplo, recreando una conversación bajo la Torre Eiffel en París. Otro ejemplo de aplicación de la realidad aumentada a la enseñanza de idiomas podría ser la descripción de personas, animales, objetos o situaciones, de una manera mucho más atractiva y cercana a la realidad. También se puede hacer usos de plataformas de mundos virtuales tales como Second Life en las que se puede interactuar y comunicarse con avatares representados por gráficos 3D.

### Realidad aumentada aplicada al área de ciencias
La realidad aumentada como recurso didáctico en el área de ciencias favorece la comprensión de conocimientos científicos y permite la explicación de procesos y hechos asociados al área científica. Muchos de los conceptos que aborda esta área son muy abstractos o intangibles para el estudiante. En este sentido, la realidad aumentada es un recurso adecuado para presentar una simulación de los contenidos científicos de manera virtual, favoreciendo una enseñanza más significativa y por lo tanto una motivación para el alumnado hacia las ciencias, además del desarrollo de la competencia digital y la competencia científica y tecnológica.